# Julius Wilhelm Albert Wigand
Julius Wilhelm Albert Wigand (Treysa, Hessen; 21 de abril de 1821-Marburgo, 22 de octubre de 1886) fue un naturalista, botánico y profesor universitario alemán. Wigand estudió en la Universidad de Marburgo, obteniendo su doctorado en 1846 por la Universidad de Jena.
Fue designado Director del Antiguo Jardín Botánico de Marburgo y del Instituto de Farmacia, donde se desempeñó como asociado en 1851 y en 1861 profesor. Sus actividades de investigación fueron la morfología, teratología, anatomía, fisiología.
Por su profunda devoción cristiana, no estaba de acuerdo con la teoría de Darwin y puso su visión en el trabajo:  Der Darwinismus und die Naturforschung Newton’s und Cuvier’s (El darwinismo y la ciencia natural de Newton y de Cuvier) (3 vols. 1874-1877). A pesar de una serie de supuestos falsos, pero que estaban muy bien considerados en los círculos profesionales, especialmente a través de sus obras: Grundlegung der Pflanzenteratologie (Fundamentos vegetales de la teratología) 1850; y Eine Reihe von Beobachtungen an Bildungsabweichungen aus dem Pflanzenreich (Una serie de observaciones en las diferencias formativas en el reino vegetal) 1854.
Wigand es citado en la literatura como Albert Wigand

## Otras obras
- 1906. Un examen de la chaleur spécifique du soufre rhombiqe, du soufre monoclinique et amorphe à différentes températures: du phosphore rouge au dessus 100° et du phosphore commun à différentes températures. Nieuwe verhandelingen van het Bataafsch Genootschap der Proefondervindelijke Wijsbegeerte te Rotterdam. Editor Van Hengel, 33 pp.
- 1891. Flora von Hessen und Nassau. Gesellschaft zur Befoerderung der Gesammten Naturwissenschaften. Schriften, &c. vol. XII. Con Fr. Meigen. 565 pp.
- 1888. Nelumbium speciosum W.: Eine monographische studie. 68 pp.
- 1888. Das Protoplasma als Fermentorganismus: Ein Beitrag zur Kenntnis der Bakterien der Fäulnis, Gährung und Diastasewirkung, sowie der Molekularphysiologie. Nach dem Tode des Verfassers Marburg. - Universitaet. Botanische Hefte. Con E. Dennert. 294 pp.
- 1878. Übersicht der bisher in der Umgegend von Cassel beobachteten Pilzer. Vols. 24-25 de Bericht des Vereins für Naturkunde zu Cassel. Con H. Eisenach. 36 pp.
- 1863. Lehrbuch der Pharmakognosie: Ein pharmakognostischer Commentar zu ... 636 pp.
- 1859. Flora von Kurhessen. 367 pp.

## Honores
Miembro de
- 1840: Corps Teutonia.[2]
- 1844: filisteo de la Asociación científica farmacéutica „Pharmacia“, precursor de la actual Fraternidad Hasso-Borussia de Marburgo.[3]

## =Eponimia
Género
- (Asteraceae) Wigandia Neck.[4]
- (Boraginaceae) Wigandia Kunth[5]

Especies vegetales
- (Malvaceae) Malva wigandii (Alef.) M.F.Ray[6]

Especies diatomeas
Cocconeis wigandii Rabenh..